# Северный полюс-5
Северный полюс-5 (СП-5) — советская научно-исследовательская дрейфующая станция. Открыта 21 апреля 1955 года. Эвакуирована 5 октября 1956 года.
Станция «СП-5» была призвана сменить закончившую дрейф станцию «СП-3». Исходной базой станции, как и в случае «СП-3», послужил город Тикси. 21 апреля 1955 года началась высадка на льдину и оборудование лагеря. Торжественное открытие станции состоялось 1 мая 1955 года.
Программа научных работ, разработанная Арктическим институтом, была значительно расширена по сравнению с предыдущими. В дополнение к регулярным океанографическим станциям (через каждые 30 миль дрейфа) и систематическим гидробиологическим станциям проводились выносные станции на вертолете Ми-4. С помощью автоматических самописцев велась непрерывная регистрация течений на различных горизонтах, от поверхности до глубины 1000 м. Ледоисследовательские работы предусматривали изучение термики льда и снега с помощью полупроводниковых термометров (термистеров). Аэрометеорологические наблюдения включали температурное и ветровое зондирование атмосферы посредством ежедневного выпуска двух метеозондов до предельной высоты (20—30 км). Для изучения физических особенностей атмосферных процессов два раза в месяц производились серии учащенных выпусков радиозондов и шаров-пилотов. Также проводились актинометрические, магнитные и специальные наблюдения за состоянием ионосферы, за прохождением радиоволн. Было намечено проведение ряда методических исследований.
20 апреля 1956 года была проведена смена вахты зимовщиков.
5 октября 1956 года на станции были последний раз определены её координаты (84°20' с. ш., 63°20' в. д.) и была передана последняя сводка погоды с «СП-5».
Начальником станции был Николай Александрович Волков. Его заместителем начальника и руководителем гидрологического отряда был 3. М. Гудкович.
Во время дрейфа станции врачом Т. П. Соловьёвым была успешно проведена операция удаления аппендикса у штурмана вертолёта А. П. Громчевского.